# Història de la mecanització de la infanteria
La infanteria mecanitzada i la infanteria motoritzada són les dues branques resultants de la mecanització de la infanteria. Tant la primera com la segona combinen la capacitat bèl·lica de la infanteria amb l'alta mobilitat dels vehicles per tal de poder realitzar dispersions i concentracions ràpides, sovint donant suport als tancs.

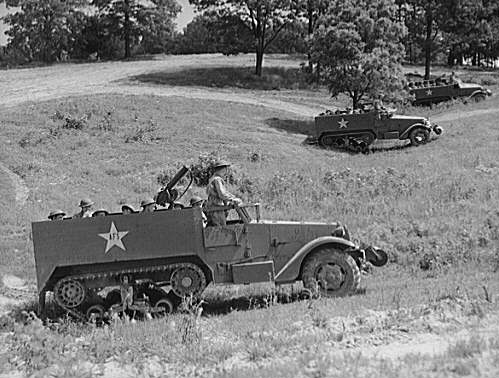
Una formació d'infanteria mecanitzada estatunidenca practica amb M3 Half-tracks a Fort Knox l'any 1942.

Actualment, la infanteria mecanitzada és la infanteria que es desplaça i combat a peu al costat de vehicles de combat d'infanteria (IFVs) o transports blindats de personal (APCs). La infanteria motoritzada, en canvi, és la infanteria que es desplaça amb camions i combat a peu.
Històricament, ambdós tipus d'infanteria, comparteixen gran part del desenvolupament i només a partir de la Segona Guerra Mundial es comencen a diferenciar clarament amb l'ús extensiu de transports blindats de personal.

## Antiguitat
Antigament ja s'havia combinat, amb més o menys èxit, la capacitat ofensiva de la infanteria amb la mobilitat d'altres mitjans.
Els primers antecedents són els carros de guerra, usats aproximadament des de l'any 3000 aC, que combinaven arquers o llancers amb la velocitat dels cavalls. Durant la conquesta romana de Britànnia, Juli Cèsar va anotar, la manera d'usar els carros dels bretons: 
| «            | «La manera de lluitar dels carros és aquesta: Primer avancen per tot arreu disparant dards, i amb el mateix terror que infonen els seus cavalls i amb l'estrèpit de les rodes solen desordenar les files, i, una vegada que s'introdueixen entre els esquadrons dels genets, salten dels carros i combaten a peu. Mentrestant, els aurigues van retirant-se a poc a poc de la batalla i situen els carros de manera que, si aquells es veuen apressats per la multitud dels enemics, tenen lliure la retirada cap als seus. D'aquesta manera uneixen en la batalla la rapidesa dels genets amb la fermesa dels infants, i és tal la destresa que els dona el continu exercici que, fins i tot als paratges amb pendents i escabrosos, fan parar als cavalls llançats al galop, els refrenen de seguida i els fan donar la volta, estant ells acostumats a córrer pel timó, a mantenir-se dempeus sobre el jou i a tornar d'allà ràpidament als carros. | » |
| — Juli Cèsar | |   |

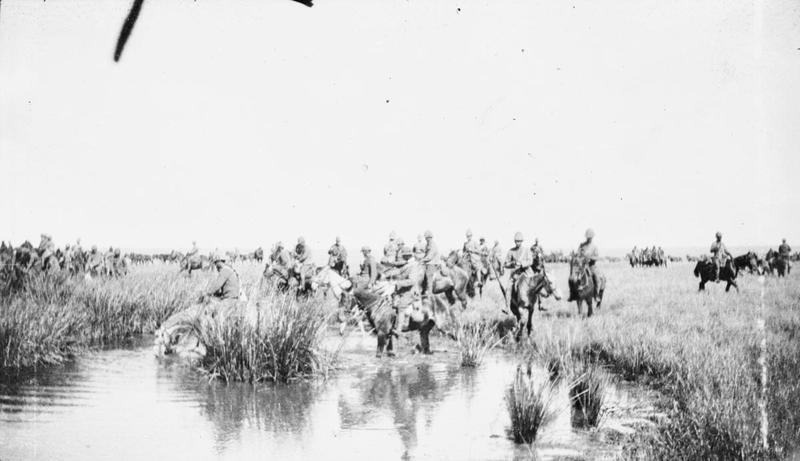
Infanteria muntada britànica abeurant els seus cavalls durant la Segona Guerra Bòer l'any 1899.

Durant l'edat mitjana, en general, el feudalisme va fer caure en desús aquest tipus de tàctiques, en part a causa del seu rerefons democratitzador. En comptes d'una combinació de mitjans igualitària es van dividir els exèrcits en cavallers, nobles, i infants, vassalls.
Amb l'aparició i la generalització de les armes de foc es van crear, altre cop, unitats que lluitaven a peu però que feien ús de la bona mobilitat dels cavalls: els dragons. El dragó es podia moure ràpidament pel camp de batalla a cavall, però combatien com infanteria: feien petita guerra, reconeixement… Durant la Guerra de Successió Espanyola, la Gran Bretanya va fer-ne un ús especialment destacat. Posteriorment els dragons acabarien esdevenint una unitat de cavalleria més.
No va ser fins a la segona meitat del segle xix que la combinació d'infanteria i cavalls es va començar a fer servir àmpliament. El creixement de l'ús de la infanteria muntada es deu a dos motius: En primer lloc, el control europeu de gran part del món va implicar que els exèrcits havien de recórrer vastes distàncies per enfrontar-se a l'enemic, això requeria una millor mobilitat i per solucionar-ho es van fer servir muntures. El segon motiu fou la millora de les armes de foc, que dificultava el combat a cavall.
La infanteria muntada es va fer servir de forma important a les Guerres Bòer i també a la Guerra Civil Americana per part de tots els bàndols.

## Primera Guerra Mundial

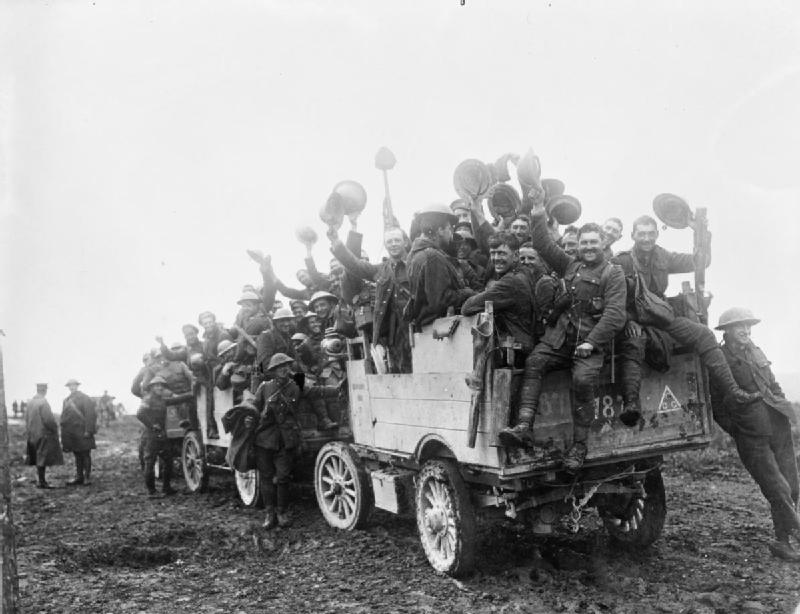
Soldats canadencs retornen del front de la Batalla del Somme a sobre un camió l'any 1916.

Amb l'esclat de la Gran Guerra la infanteria muntada, que fins aleshores s'havia normalitzat als camps de batalla, va perdre efectivitat. L'abundància de filferro punxant impedia que els cavalls es moguessin amb comoditat i les metralladores anorreaven ràpidament tant genets com muntures.
Simultàniament els vehicles de motor s'havien començat a desplegar als camps de batalla. Alguns de dissenyats específicament per superar els obstacles de la guerra de l'època, com el tanc, i d'altres simplement aprofitats per a finalitats bèl·liques com el camió o els cotxes. Aquests vehicles, oferien millor mobilitat i permetien desplegar la infanteria ràpidament. Semblava doncs que la modernització de la infanteria muntada passava pels mitjans mecànics.
Estratègicament, tot i que encara no es van crear unitats d'infanteria mecanitzada es van donar casos de brillants maniobres que combinaven vehicles i soldats: els taxis que es van usar per transportar ràpidament tropes a la Primera Batalla del Marne, els regiments Jäger alemanys transportats en camió que van encapçalar l'atac a Bèlgica l'agost de 1914 o la victòria de les potències centrals a les Portes de Ferro a Romania mitjançant una combinació de camions, cotxes blindats i infanteria.

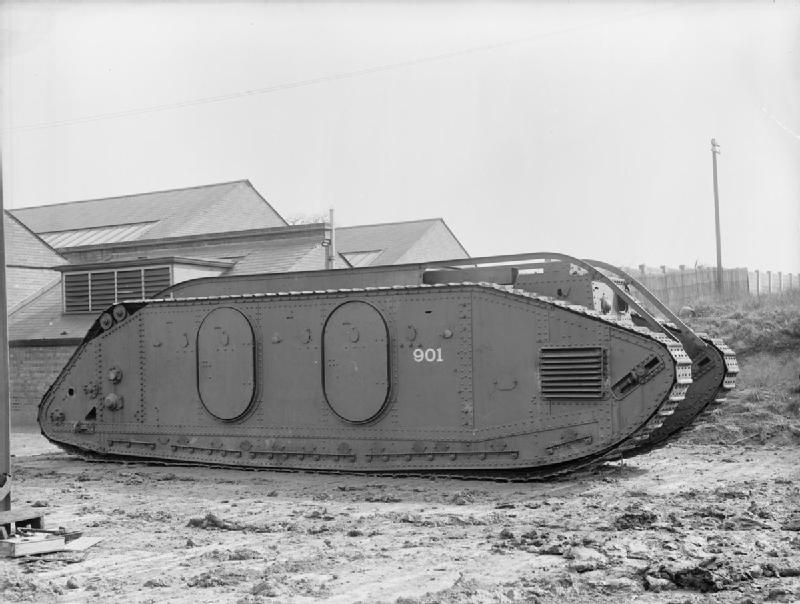
Fotografia d'un tanc Mark IX, considerat el primer transport blindat de personal.

Tècnicament sobretot es van aprofitar camions civils pel transport de tropes. Però també es va crear el Mark V*. Aquest tanc disposava d'un compartiment per transportar uns quants soldats i anava armat amb canons per donar-los suport un cop fossin desplegats a la trinxera enemiga. Posteriorment, el 1918, apareixeria el Mark IX, totalment orientat al transport, que podia carregar fins a 30 persones i que anava armat amb un parell de metralladores.
Tot i aquestes primeres passes, encara faltaven uns quants anys perquè es comencés a teoritzar i experimentar amb el concepte actual d'infanteria mecanitzada i motoritzada.

## Període d'entreguerres
Acabada la guerra, totes les potències van continuar treballant amb la manera d'implementar els tancs i vehicles als seus exèrcits de forma efectiva. A Alemanya la situació era més complicada, amb les restriccions del Tractat de Versalles només tenien un batalló d'artilleria mòbil (Kraftfahrabteilung) controlat pel Departament de Transport Motor de Tropes (Inspektion der Kraftfahrtruppen). A més a més, el tractat prohibia la tinença de tancs, aviació, submarins i armes químiques i limitava el nombre de soldats del total de les forces armades a 115.000 homes (100.000 per l'exèrcit de terra, Reichsheer, i 15.000 per la marina, Reichsmarine). Amb unes limitacions tan severes, a Alemanya es veia pràcticament com un deure patriòtic saltar-se les condicions. El 1922 es va signar el Tractat de Rapallo, amb el qual la Unió Soviètica va permetre que Alemanya desenvolupés armament i entrenés soldats al seu territori. Gràcies a aquest pacte, es van poder desenvolupar els Panzer I i Panzer II i es van poder formar els oficials que posteriorment dirigirien les forces mecanitzades alemanyes.
El primer esdeveniment significatiu pel desenvolupament dels transports blindats de personal després de la Gran Guerra va ser l'acord entre Adolphe Kégresse i Citroën per fabricar semi-erugues l'any 1923. Aquests vehicles posteriorment serien adquirits per l'Exèrcit Francès, per transportar els dragons portées, i acabarien influenciant els exèrcits estatunidenc i alemany, que acabarien usant-los en massa durant la Segona Guerra Mundial. En són exemple l'M3 Half-track dels EUA i l'SdKfz 251 alemany, que anaven blindats i armats. A part, els britànics van començar a dissenyar un tipus de vehicle diferent, amb tracció 100% eruga, amb un blindatge i armament lleugers, anomenat Bren Gun Carrier o Universal Carrier, que entraria en servei poc abans de la Segona Guerra Mundial.
La teoria sobre la infanteria mecanitzada i motoritzada anava més avançada. Estrategs com J. F. C. Fuller, B. H. Liddell Hart, Adna R. Chaffee Jr. o Heinz Wilhelm Guderian ja tenien la certesa que, mentre que els tancs i la infanteria per separat tenien fortes mancances, conjuntament les superaven. Els britànics van extreure aquestes conclusions dels exercicis de la Brigada Experimental (Experimental Brigade) l'any 1921/23 i es van acabar de desenvolupar amb la Força Experimental Mecanitzada (Experimental Mechanised Force) l'any 1927/28.
Aquests exercicis, seguits àvidament per tota la comunitat militar internacional, van posar de manifest diferents punts, tots ells encara vigents avui en dia:
- Les forces mecanitzades (tancs, transports i infanteria) han de compartir comandament per una efectivitat màxima. Per poder-se comunicar apropiadament amb els superiors, i entre ells, és necessària una xarxa de ràdio.
- La infanteria ha de seguir tant de prop com sigui possible els tancs, per això han de disposar de vehicles adaptats a aquesta tasca.
- En algunes situacions, creuar boscos, rius, zones urbanes... la infanteria és la que ha d'avançar. Mentre que en d'altres, planes, deserts… són els tancs els que han d'encapçalar l'ofensiva.
- Per la seva naturalesa ràpida, la infanteria mecanitzada/motoritzada, és la més adequada per dur a terme les maniobres anteriorment adjudicades a la infanteria muntada/cavalleria: maniobres de flanqueig, atacs a unitats aïllades...

La qüestió de si la infanteria havia d'entrar als assalts a peu o a dins dels vehicles va generar, i encara ho fa, molt debat. Generalment, si la defensa és ferma, la infanteria sol atacar a peu per donar més potència de foc a l'atac. Però si la defensa dona senyals de feblesa es pot atacar amb els soldats carregats per acabar de desmoralitzar i trencar el front.
L'any 1936 va esclatar la Guerra Civil Espanyola. Amb tancs moderns als dos bàndols, aquest conflicte va servir de laboratori de proves amb resultats globalment negatius. Mentre que els tancs van demostrar una gran efectivitat trencant el front i guanyant terreny, com que no hi havia cooperació amb la infanteria, quan arribaven a una posició forta enemiga es veien forçats a recular i perdien tot el que s'havia guanyat. Això passava especialment al bàndol republicà on les tropes tenien un entrenament molt pobre i no hi havia cap mètode per comunicar-se amb els tanquistes.
Des de Catalunya, la Comissió d'Indústries de Guerra de Catalunya (IGC) va dissenyar i fabricar el Tanc Sadurní. La versió de transport d'aquest vehicle, que podia dur fins a 6 soldats i una peça d'artilleria, hagués pogut corregir aquest problema, però la producció va ser completament insuficient.
Internacionalment, a la dècada dels 30, la situació era diversa. Mentre que els exèrcits del Regne Unit i dels Estats Units d'Amèrica havien comprovat les capacitats de les forces mecanitzades als seus exercicis, en l'àmbit econòmic estaven limitats i no van poder desenvolupar una força mecanitzada important fins poc abans de la Segona Guerra Mundial. França, que només veia els tancs com un suport a la infanteria, no va crear ni una sola divisió cuirassada i, per tant, cap divisió motoritzada/mecanitzada per donar-li suport, i això va provocar la seva derrota fulminant durant la Segona Guerra Mundial.
L'Exèrcit Roig, dirigit pel militar i teòric de la guerra Mikhaïl Tukhatxevski, va optar per una forta mecanització en la línia de les seves teories d'operacions combinades. En concret, Tukhatxevski volia formar unes forces de tancs i infanteria mecanitzada amb una alta mobilitat que penetressin les línies enemigues per destruir-ne la rereguarda. Aquestes forces mecanitzades que havien de trencar el front, segons les seves teories, s'havien de combinar amb atacs convencionals, bombardejos d'artilleria i aeris a punts clau i assalts paracaigudistes.
Aquesta doctrina moderna i avançada a la seva època no es va acabar posant mai en funcionament. Stalin en un primer moment el va bandejar del càrrec perquè no estava d'acord amb el seu plantejament, posteriorment va acceptar-ne les tesis i el va tornar a reclutar. Però per poder dur a terme les seves tàctiques mancaven ràdios per coordinar les forces, faltaven transports i formació tècnica dels soldats. Això no es va corregir mai, ja que Tukhatxevski fou executat durant la Gran Purga estalinista. El va substituir Dmitry Grigorevich Pavlov, que havent participat a la Guerra Civil Espanyola qüestionava la utilitat del tanc i va desfer les iniciatives en direcció a la mecanització de l'exèrcit. La Unió Soviètica pagaria un alt preu per aquest error durant la Segona Guerra Mundial i Pavlov seria executat per incompetència el 1941. Tot aquest seguit de despropòsits va provocar que l'URSS no arribés a disposar en cap moment d'una força mecanitzada efectiva fins després de la guerra.

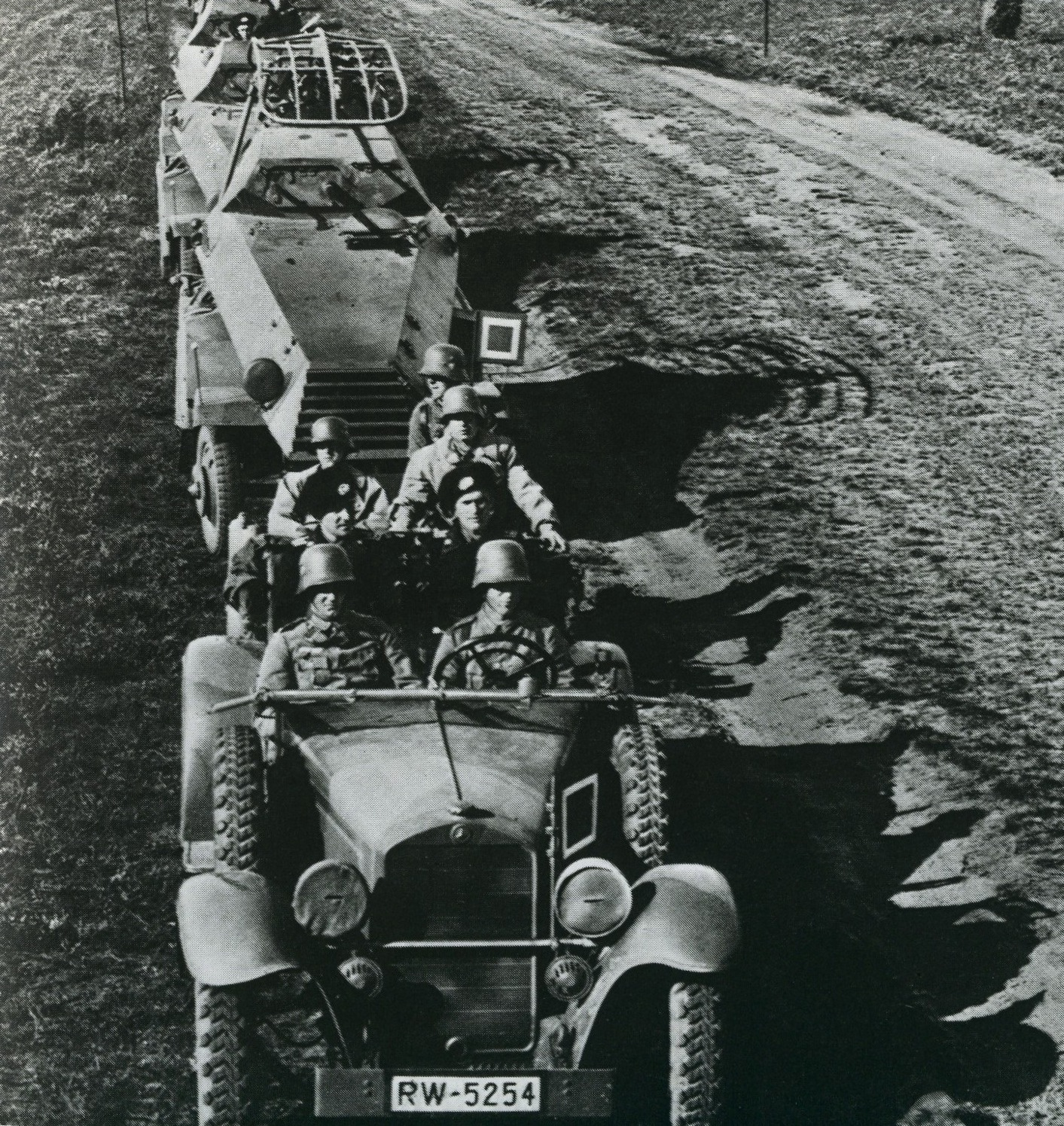
Un cotxe Mercedes i un SdKfz 231 encapçalen una columna mecanitzada alemanya de maniobres a Rússia el 1935.

A Alemanya es va anar donant més i més poder, d'amagat, al Departament de Transport Motor de Tropes que va acaparar les forces a motor: tancs, blindats, camions... Tot i que el primer Inspector, títol del cap de Departament, estigués a favor de la mecanització de la infanteria els seus successors no hi van estar d'acord i optaven per separar els tancs i blindats de la infanteria.
Però quan el comandant Oswald Lutz va ser nomenat Inspector del Departament, l'any 1931, es va reprendre la mecanització de la infanteria. Lutz, convençut en part per Guderian, creia que la combinació de tancs i infanteria seria de vital importància. Amb l'arribada de Hitler al poder i el rearmament d'Alemanya, sota la direcció de Lutz i amb el suport de Guderian, el Departament va rebre un impuls importantíssim i va crear nombroses unitats de tancs i d'infanteria mecanitzada que serien vitals i decisives pel desenvolupament de la guerra llampec.
Quan el 1935 l'Alemanya nazi va anunciar la creació de la Luftwaffe la resta de potències es van mostrar passives i això va esperonar el total incompliment de les limitacions del Tractat de Versalles. A les reanomenades forces armades, la Wehrmacht, es va crear el 15 d'octubre de 1935 la Panzerwaffe. Aquesta força blindada estava dividida en infanteria mecanitzada/motoritzada i tancs. Una divisió Panzer estava constituïda per dos regiments de tancs i dos regiments d'infanteria mecanitzada, que es podien separar i treballar com a unitats independents.

## Segona Guerra Mundial
La Segona Guerra Mundial va ser el primer conflicte on la infanteria mecanitzada i motoritzada es va començar a fer servir de manera generalitzada per donar suport als tancs. També van aparèixer els transports blindats de personal, sobretot en forma de semi-erugues, per transportar la infanteria a primera línia mentre que els camions seguien des de posicions més segures a la rereguarda.

### Alemanya

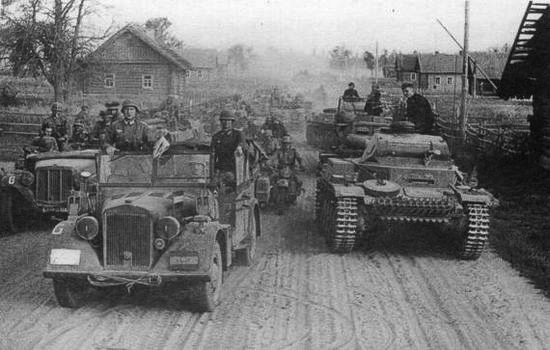
Fotografia de la 3a Divisió Panzer avançant per la Unió Soviètica, Belarús, el juny de 1941 amb una combinació de tancs, motos i camions.

A l'inici de la guerra, la Panzerwaffe, tenia un bon entrenament, bones comunicacions via ràdio i era una força molt flexible. Tot i això, patia greus mancances en transports blindats a causa de la insistència de Hitler d'augmentar la producció de tancs i alhora incrementar el nombre d'infanteria mecanitzada. La indústria alemanya, que no podia fer front a una producció simultània de tancs i transports es va veure totalment incapaç de produir-ho tot i va prioritzar els tancs. Per això, el maig de 1940, de 80 divisions d'infanteria mecanitzada, només 2 disposaven de suficients transports blindats de personal. Les altres divisions havien de moure's o bé amb camions, o amb xassís sense blindar de SdKfz 251 o amb altres mitjans com carros de cavalls, trens...
Tot i això, durant la Campanya de Polònia i la batalla de França la punta de llança alemanya comptava amb tot el material necessari per aplicar la Blitzkrieg i, amb poques excepcions, en van seguir amb precisió tots els principis obtenint victòries aclaparadores en tots dos casos. Amb les campanyes contra la Unió Soviètica, els Balcans i el Nord d'Àfrica la infanteria de la Panzerwaffe va guanyar més experiència i reputació. Per reconèixer la vàlua d'aquestes tropes d'elit es va crear el títol de Panzergrenadier el 5 de juliol de 1942. Aquest títol, que en un principi només es va donar a les divisions mecanitzades Panzer, es va estendre a les motoritzades el març de 1943.
Simultàniament, la Panzerwaffe va fer alguns canvis organitzatius. En primer lloc es van doblar el nombre de divisions Panzer, dividint-ne el nombre de tancs. El segon canvi fou que els motoristes es van reassignar a reconeixement. I finalment, a totes les divisions de Panzergrenadiers se'ls va assignar un batalló de tancs/canons d'assalt, sovint Stugs III.
A partir de 1942, Alemanya va començar a perdre la iniciativa a la guerra i els Panzergrenadiers van passar a tasques més defensives. Gràcies a la seva mobilitat, quan una posició rebia un atac, flanquejaven el cos atacant i l'atacaven pels costats i pel darrere. En molts casos quan les tropes alemanyes quedaven acorralades, l'actuació de la infanteria mecanitzada va permetre que grans bosses de tropes alemanyes encerclades poguessin escapar-se fins a les seves línies. Cap al final de la guerra les divisions de Panzergrenadiers disposaven de poca mobilitat i material i pràcticament es van convertir en infanteria convencional.

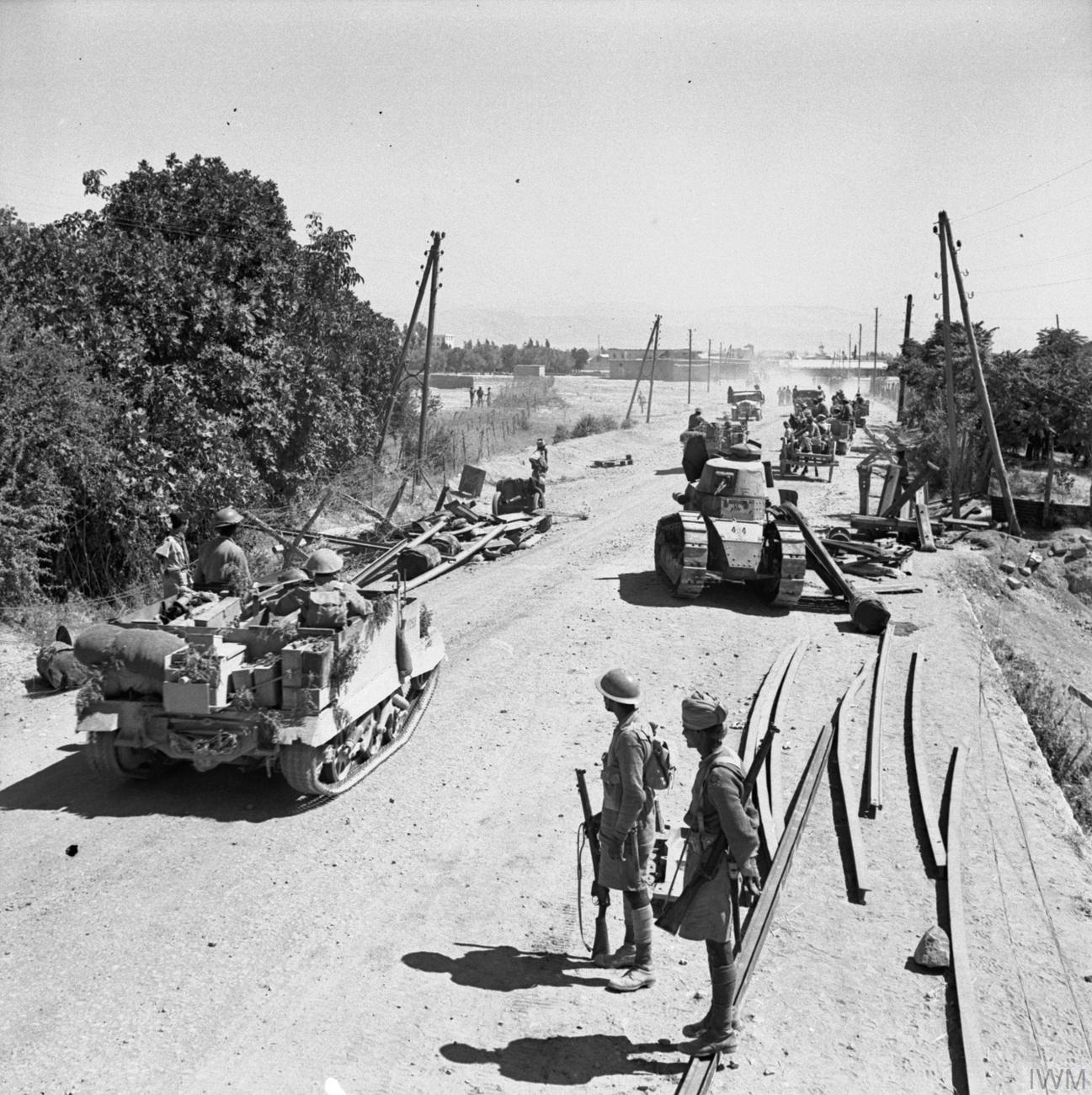
Una columna d'Universal Bren Carriers tripulats per tropes de l'Índia es dirigeix a Damasc el juny de 1941. Al costat de la carretera hi ha un tanc FT de la França de Vichy destruït.

### Commonwealth
L'exèrcit de la Commonwealth britànica estava format per tropes del Regne Unit però també comptava amb un gran nombre de tropes de les colònies Canadà, Austràlia, Nova Zelanda, Sud-àfrica… equipades amb material produït a les Illes Britàniques però també amb material produït localment. Al Regne Unit es fabricava la majoria de material: Universal Bren Carriers, tractors d'artilleria, cotxes i jeeps, camions... I a les colònies es va fabricar tota mena de material en menor mesura, però destaquen els camions australians i canadencs, sovint de disseny estatunidenc o britànic, i a Sud-àfrica es va produir un model de cotxe blindat propi, els Marmon Herrington Armoured Cars.
Al principi de la guerra hi havia massa tancs pel nombre d'infanteria que els podia acompanyar. Durant l'Operació Crusader, per exemple, hi havia 9 regiments de tancs per només 3 d'infanteria. El 1942 aquesta situació es va corregir i per cada regiment de tancs hi havia un regiment d'infanteria motoritzada capaç de seguir-li el ritme. Tot i no formar en cap moment divisions motoritzades/mecanitzades separades dels tancs com els alemanys, durant campanya del nord d'Àfrica, van acabar adoptant tècniques similars per la resta de la guerra.
L'Universal Bren Carrier es va mantenir operatiu durant tota la guerra, però a causa del seu escàs blindatge i poca cobertura de la infanteria, durant la campanya en sòl europeu es van anar substituint a primera línia per M3 Half-tracks dels EUA i a la rereguarda per TCV's (Troop Carrying Vehicles) uns grans camions amb capacitat per un escamot.
Tot i així, els comandaments canadencs van considerar ambdós vehicles poc aptes encara per transportar tropes a la línia de foc. Per intentar solucionar-ho es va desenvolupar el Kangaroo, un transport blindat de personal pesant basat en els xassís dels tancs M4 Sherman o Churchill. Es va fer servir de forma important a les campanyes a Itàlia i al desembarcament de Normandia.

### Estats Units d'Amèrica
Els EUA van entrar a la Segona Guerra Mundial ben preparats gràcies a Adna R. Chaffee, un oficial de cavalleria que durant el període d'entreguerres va treballar per aconseguir una força mecanitzada moderna. Tot i això, hi havia un fort desequilibri entre les forces cuirassades i la infanteria mecanitzada. La 1a Divisió Cuirassada va entrar en combat a la Campanya del nord d'Àfrica amb 6 batallons de tancs però amb només 1 batalló d'infanteria. Posteriorment es van dividir els batallons de tancs i se'n van crear més d'infanteria mecanitzada. Per una bona coordinació, un comandament flexible permetia als oficial sol·licitar el nombre de batallons que fessin falta per completar una missió, sempre que estiguessin disponibles.

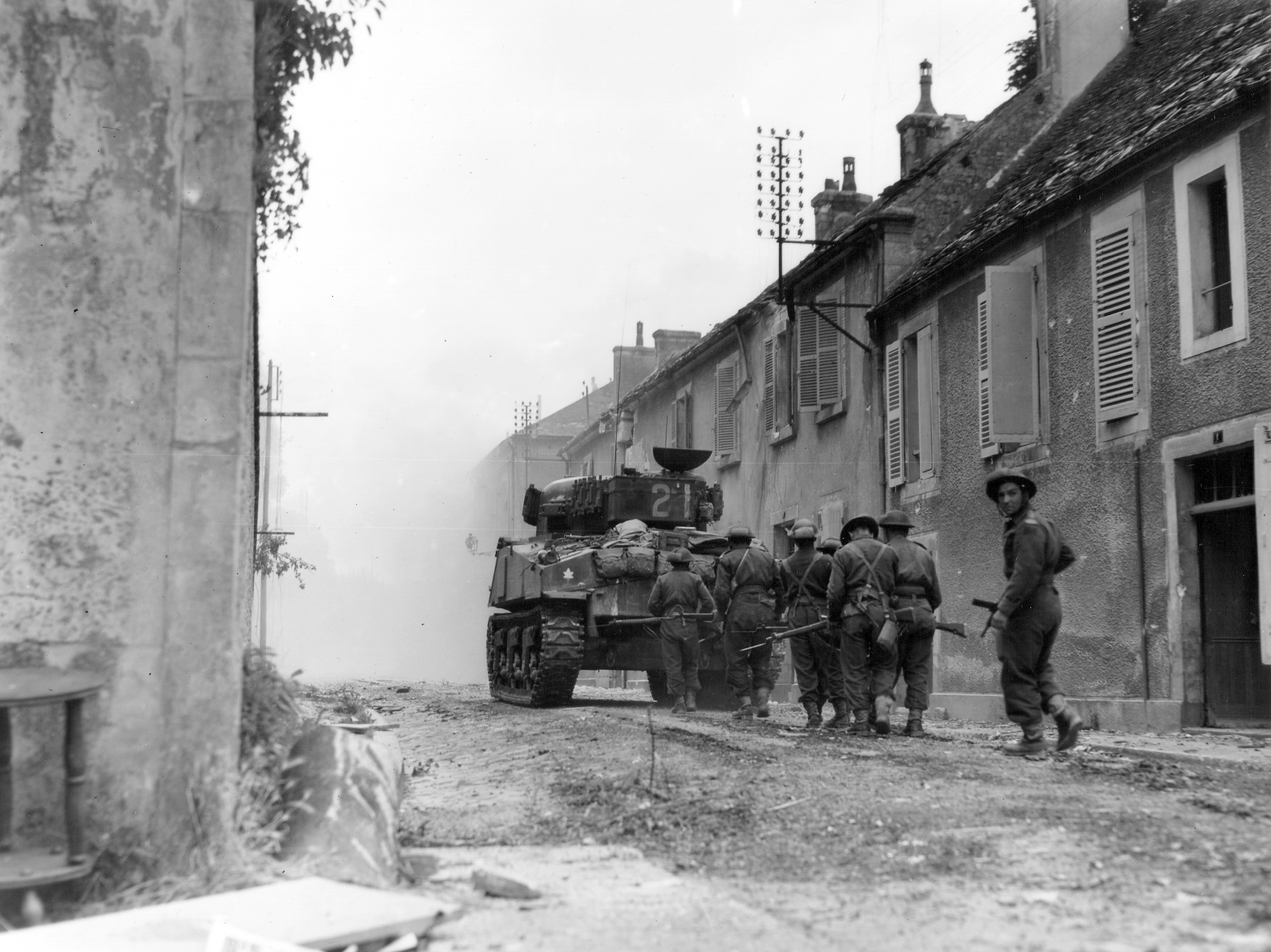
Un M4 Sherman cobreix fusellers canadencs de Les Fusiliers Mont-Royal durant una cerca de franctiradors a la bossa de Falaise.

A diferència dels alemanys però, l'aclaparadora capacitat industrial productiva i organitzativa estatunidenca feia que els batallons d'infanteria mecanitzada anessin perfectament equipats. Disposaven de M2 i M3 Half-tracks com a transport blindat de personal, però a més a més tenien artilleria autopropulsada per suport, armes antitanc i vehicles o canons antiaeris. Una altra diferència respecte als alemanys és que la infanteria mecanitzada dels EUA estava concebuda únicament com a unitat de suport als batallons de tancs, els panzergrenadiers, en canvi, podien actuar com un òrgan independent.
Els Estats Units també van fer servir infanteria motoritzada i de vegades la infanteria convencional també es movia amb camions. També s'ha de destacar l'aparició del jeep, Willys MB, un vehicle lleuger tot terreny que donava a uns pocs soldats una gran mobilitat.
La infanteria mecanitzada dels EUA va tenir un paper important durant totes les ofensives aliades on va participar, però va ser especialment significativa durant l'ofensiva de les Ardenes, l'any 1944, on es van saber adaptar al paper defensiu donant suport a les divisions 101 i 82 aerotransportades.

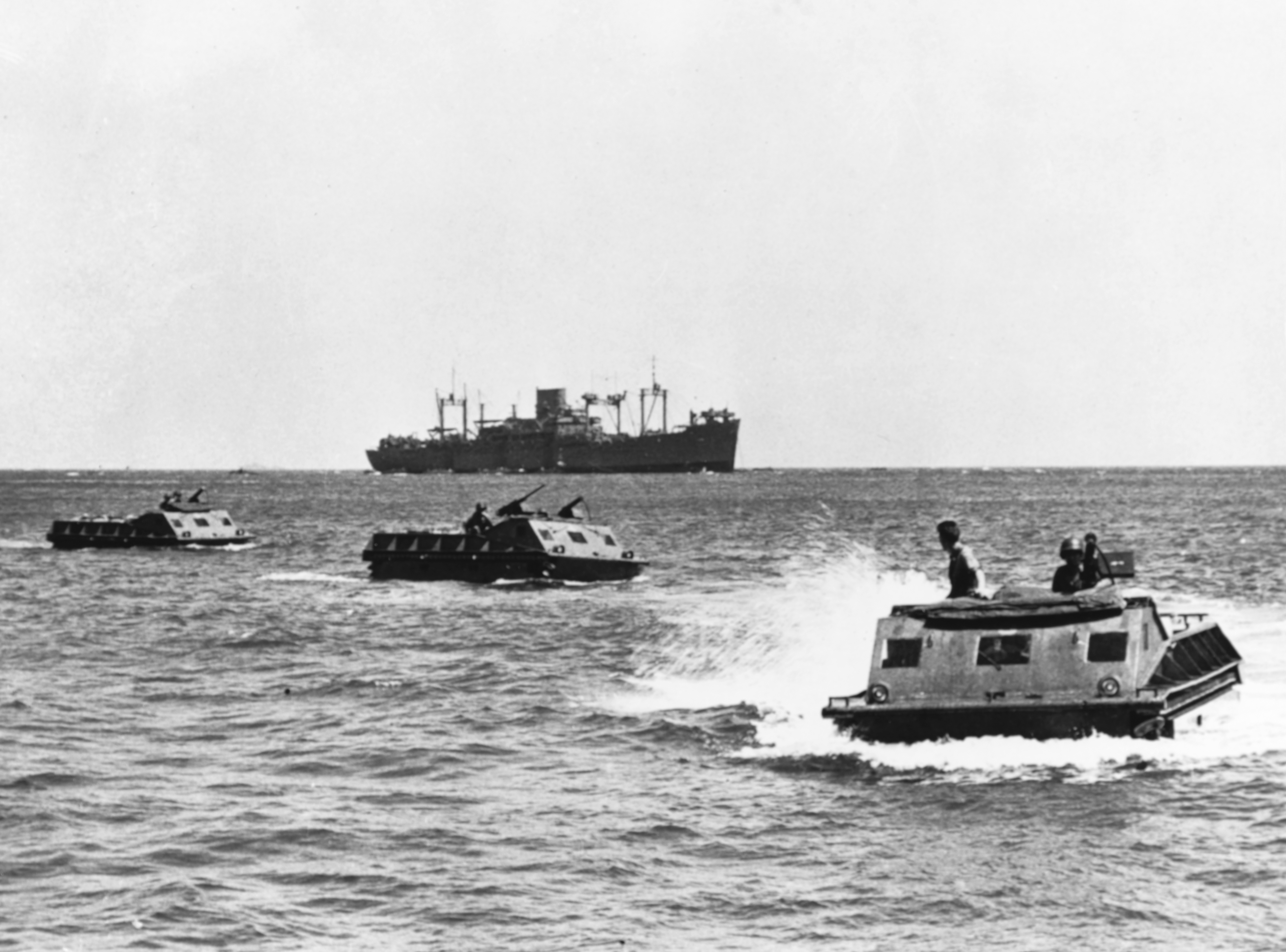
Tres LVT-1 es dirigeixen cap a la platja de Guadalcanal durant la Campanya de Guadalcanal l'agost de 1942.

A l'est es lluitava una guerra molt diferent. Al Teatre d'Operacions del Pacífic els estatunidencs van trobar-se que moltes de les illes ocupades pels japonesos estaven envoltades de densos esculls de coralls que impedien desembarcaments com a Europa. En el millor dels casos podien desembarcar amb llanxes, però en aquest cas, les llargues platges de les illes sovint immobilitzaven els vehicles i, la infanteria avançant sola exposada era un blanc fàcil pels nius de metralladores.
Aquest problema hagués pogut costar un gran nombre de baixes als EUA, però anys abans l'enginyer Donald Roebling ja va trobar-hi una solució. Roebling havia dissenyat un aparell de salvament per zones pantanoses anomenat Alligator capaç de moure's en entorns impensables per qualsevol altre vehicle. Els comandaments del Cos de Marines dels Estats Units d'Amèrica van adonar-se del potencial del giny i van adaptar-lo. En un principi només el volien usar com a vehicle de desembarcament segur, però aviat es van adonar que una versió armada, blindada i amb capacitat per transportar infanteria seria molt més útil. L'empresa Food Machinery Corporation of California va encarregar-se del disseny final i producció del vehicle, que es va anomenar LVT (Landing Vehicle Tracked) o Amtrack (Amphibious Tractor). Aquests vehicles es van assignar als marines, que amb una capacitat de transport de 18 soldats, formaven puntes de llança mecanitzades amfíbies per les operacions al Pacífic. També es van subministrar LVT a alguns dels aliats de la Commonwealth, que els van fer servir a Itàlia i per creuar el Rin.

### Unió Soviètica
Les nombroses files de l'Exèrcit Roig combinades amb la insuficient producció de transports d'una indústria que es va concentrar amb els tancs va provocar que la Unió Soviètica no disposés en cap moment d'una infanteria mecanitzada. Fins i tot la infanteria d'elit motoritzada, els Fusellers Motoritzats (Motor Rifle), no disposaven de suficients vehicles i en el millor dels casos tenien disponibles uns quants camions o M3 Half-tracks, donats pels EUA per donar suport al front oriental.

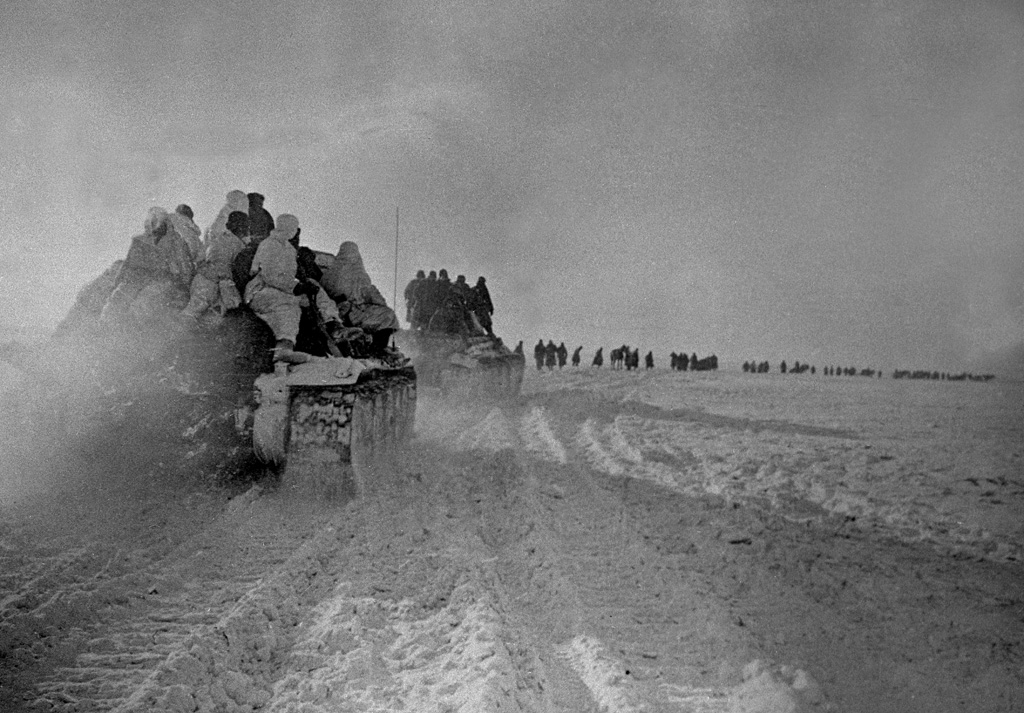
Columna soviètica avançant cap als fronts del sud, a l'óblast de Vorónej. Es pot veure com els T-34 van carregats amb soldats, una de les tàctiques soviètiques per compensar la manca de mecanització.

Durant les batalles, el sistema centralitzat de comandament i les males comunicacions també haguessin impedit maniobres complexes de penetració com les de la guerra llampec. Per això els comandants de l'exèrcit Roig aprofitaven els vasts exèrcits que tenien per fer grans maniobres d'encerclament a divisions senceres i càrregues frontals. En aquesta situació, sense vehicles i fent càrregues frontals, la infanteria per poder seguir el ritme dels tancs se solia enfilar-hi a sobre. Aquesta tècnica, anomenada tanc desant, era molt perillosa i ho solien fer soldats amb subfusells que, estant tan exposats, tenien una esperança de vida molt baixa. La resta de la infanteria corria al darrere dels tancs per aprofitar-ne l'obertura del front.
Usant els soviètics aquesta tècnica, la Werhmacht podia separar fàcilment la punta de llança cuirassada de la infanteria de suport, bombardejant amb aviació i artilleria la separació entre els dos cossos. Un cop separats, els tancs eren presa fàcil dels canons antitanc i la infanteria era aniquilada pels tancs i metralladores.
La manca de transports blindats de personal va ser un dels grans factors que va influir a la mortaldat al bàndol soviètic.

## Guerra freda
Després de la Segona Guerra Mundial cap exèrcit podia menysprear la importància de la infanteria mecanitzada i motoritzada. Durant la dècada dels 50 es va començar a teoritzar sobre el concepte del vehicle de combat d'infanteria. Mentrestant, l'M3 Half-track va esdevenir el vehicle per a la infanteria mecanitzada més usat al món. Però els semi-erugues havien arribat al seu màxim potencial, i un seguit de situacions va propiciar-ne la caiguda:
- El més important és que es va millorar significativament la mobilitat del tanc. Un semi-eruga ja no podia seguir-ne el ritme, per tant ja no era un mitjà efectiu per a la infanteria mecanitzada.
- L'aparició de les armes nuclears i l'increment i millora de les armes biològiques i químiques, agents NBQ, va implicar que els vehicles de transport d'infanteria ja no podien continuar descoberts.
- Si s'explotaven el concepte del LVT, el vehicle amfibi dels EUA, en podia sorgir un vehicle molt superior.
- L'aparició de les guerrilles durant les friccions entre superpotències i els processos de descolonització va obligar a muntar armes de més gran calibre als transports blindats de personal i espitlleres per on els soldats poguessin disparar des de dins del blindat.
- Finalment, la internacionalització dels transports blindats de personal va suposar que en futurs conflictes aquests vehicles s'enfrontarien entre ells. Per dotar-los de l'habilitat de destruir almenys vehicles de la seva classe, se'ls havia d'equipar amb armament més pesant.

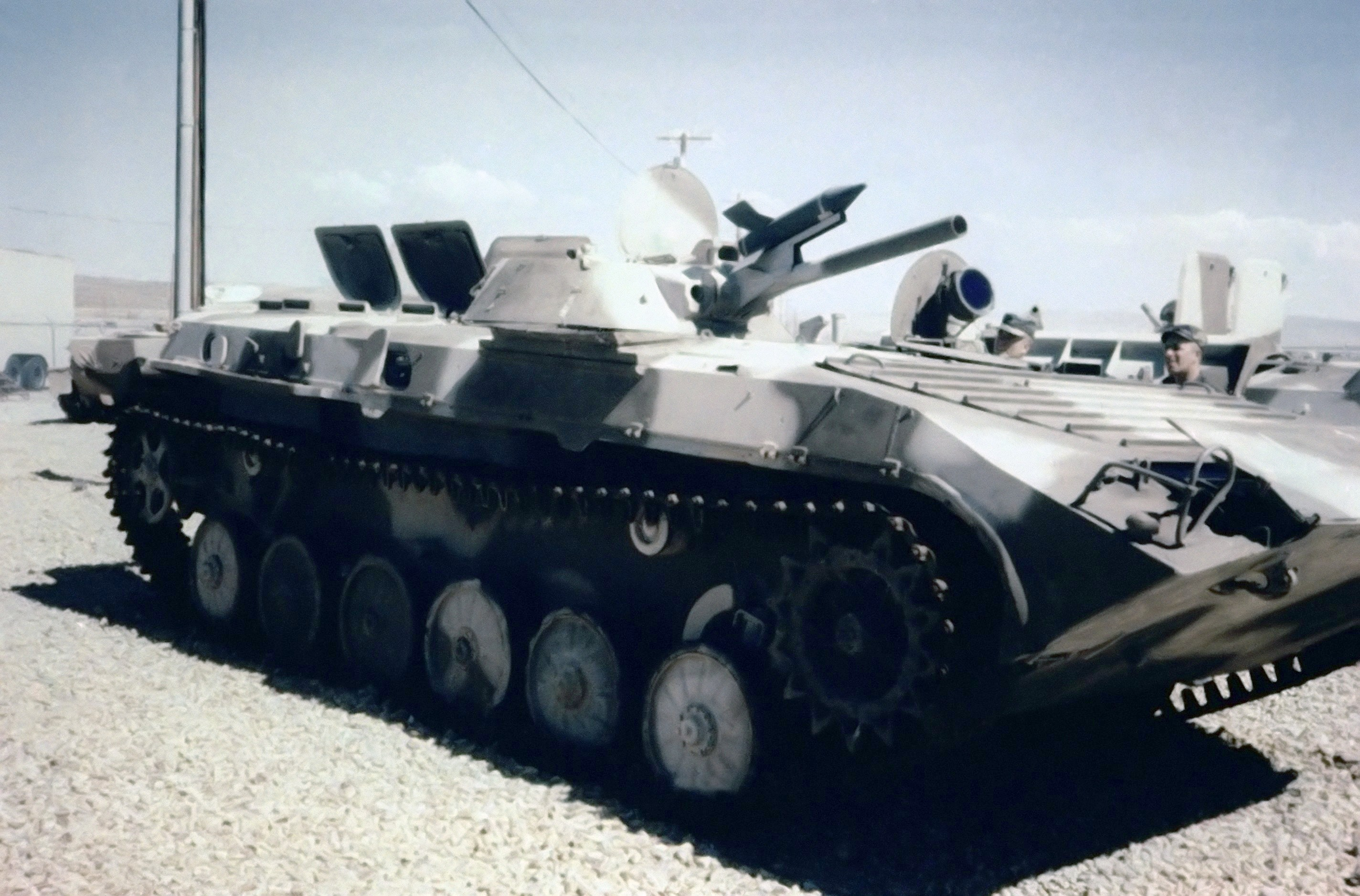
El BMP-1, un dels primers vehicles de combat d'infanteria d'origen soviètic aparegut l'any 1966, va ser un blindat revolucionari i encara s'utilitza avui en dia.

Tenint això en compte, es buscava un blindat capaç de solucionar tots aquests problemes: capaç de mantenir la velocitat dels tancs, protecció NBQ, armament per destruir altres transports, capacitats amfíbies... A més a més, s'havia de tenir en compte que els escamots d'infanteria constaven de 3 seccions d'infanteria i 1 secció de comandament de 8-10 homes cadascuna. Per tant, el vehicle també havia de tenir una capacitat de 8 homes aprox.
Però no era una tasca fàcil encabir 8 homes a un blindat que complís totes aquestes especificacions. Per altra banda, també es van adonar que elements com el soroll, calor, fums... augmentaven la fatiga dels tripulants i, a més a més, si es feien els vehicles massa curts els moviments afectaven l'oïda interna marejant els soldats. Eren més condicions pel disseny del vehicle, la infanteria no podia entrar en combat cansada o amb nàusees.
El resultat d'aquest conjunt de condicions va ser el vehicle de combat d'infanteria, un nou tipus de blindat completament diferent de les referències del moment.

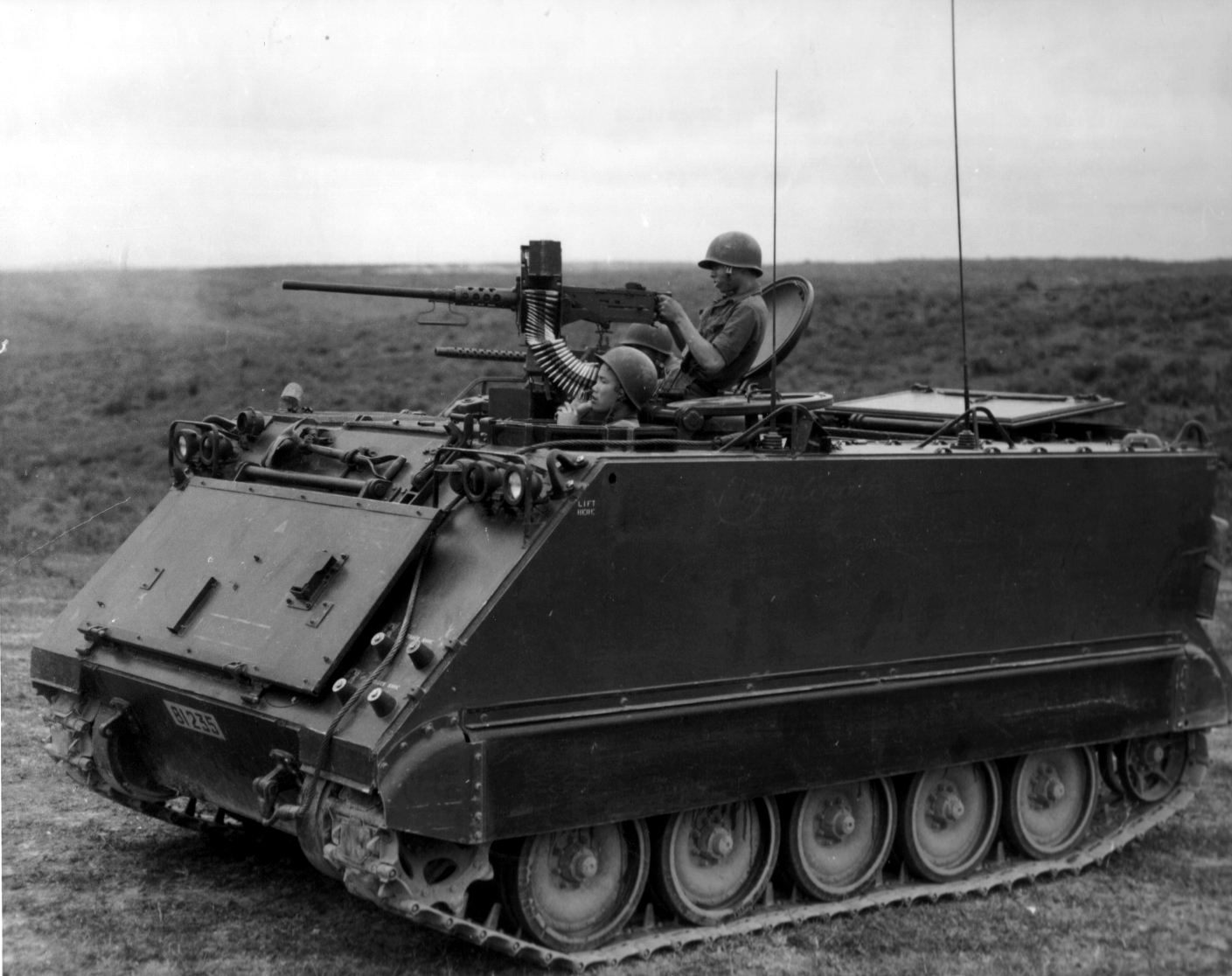
L'M113 va esdevenir un dels principals transports blindats de personal del món. A la fotografia tropa del Vietnam del Sud en dispara la metralladora Browning M2.

Mentrestant, els transports blindats de personal es van continuar perfeccionant millorant la tripulació dels soldats i buscant uns dissenys més barats que els dels vehicles de combat d'infanteria.
Els camions, per altra banda, es van relegar a tasques allunyades del front. La seva poca protecció i armament atrauria el foc enemic i podria causar moltes baixes a les tropes.
Des de l'aparició d'aquest tipus de vehicles s'han anat perfeccionant i adaptant les característiques a les necessitats i requeriments de cada situació fins a arribar als models actuals, adaptats a la guerra moderna, com el VBCI, el ZBD-97, el BTR-80…